# Fascia brachii
Die Fascia brachii oder Oberarmfaszie ist die Faszie, die die Oberarmmuskulatur umgibt. Sie geht proximal aus der Fascia deltoidea (Faszie des Musculus deltoideus), aus der Brustfaszie und hauptsächlich aus der Fascia axillaris (Achselfaszie) hervor und geht distal in die Fascia antebrachii über. Diese Strukturen gehören alle zur Oberflächenfaszie (Fascia superficialis). 
Über transversal verlaufende Faserplatten der Septa intermusculari brachii ist die Faszie mit den Oberarmknochen verbunden, an dessen Epicondylen (Vorsprüngen) sie distal befestigt ist. Dabei sorgt die Faszie für eine Trennung des Musculus biceps brachii und des Musculus triceps brachii. Proximal steht sie mit dem Acromion, dem Schlüsselbein und der Spina scapulae in Verbindung.
Seitlich und hinten ist die Fascia brachii stärker ausgeprägt als an der Vorderseite.